# دهانه برخوردی کوپرنیک
دهانه کوپرنیک (انگلیسی: Copernicus) یک دهانه  برخوردی در ماه است که در شرق اقیانوس طوفان‌ها واقع شده‌است. این نام به افتخار ستاره‌شناس نیکلاس کوپرنیک از نام او برگرفته شده‌است. همچنین گودال‌هایی را نشان می‌دهد که از نظر قدمت در دوره کوپرنیک تشکیل شده‌اند، زیرا دارای یک سیستم پرتوی برجسته است. این ممکن است توسط بقایای شکسته شدن بدن مادر سیارک 495 Eulalia در ۸۰۰ میلیون سال پیش ایجاد شده باشد.

## ویژگی‌ها

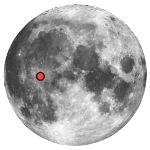
موقعیت کوپرنیک

مکان قرار داشتن کوپرنیک با استفاده از دوربین‌های چشمی از زمین قابل‌رویت است و در شمال غرب مرکز رو به کره زمین قرار گرفته‌است. دهانه این دهانه مادیان insularum است و در جنوب - جنوب غربی دهانه آتشفشان است. شمال کوپرنیک carpatus است که در لبه جنوبی دریای مادیان قرار دارد. غرب کوپرنیک گروهی از تپه‌های یخی پراکنده‌است. این حفره به خاطر جوان بودن نسبی از زمان تشکیل آن در یک شکل نسبتاً دست‌نخورده باقی مانده‌است.